# Day Is Done (Norah Jones)
Pour les articles homonymes, voir Day et Day Is Done.
Clip vidéo
[vidéo] « Norah Jones - Day Is Done », sur YouTube
[vidéo] « Nick Drake - Day Is Done », sur YouTube
Day Is Done (la journée est finie, en anglais) est une chanson folk-pop baroque de l'auteur-compositeur-interprète britannique Nick Drake, enregistrée sur son 1er album Five Leaves Left de 1969,,. Elle est reprise avec succès en version jazz par Norah Jones, en 2001, un de ses premiers plus célèbres succès international,.

## Histoire
Nick Drake est âgé de 20 ans, étudiant de l'université de Cambridge, lorsqu'il compose écrit et enregistre le 1er de ses 3 albums, Five Leaves Left en 1968, au studio Sound Techniques de Londres, inspiré par le 1er album Songs of Leonard Cohen de Leonard Cohen, de 1967. Sans succès à sa sortie, l'album est reconnu plus tard 283e des  500 plus grands albums de tous les temps selon Rolling Stone, et 150e des 1001 albums qu'il faut avoir écoutés dans sa vie.
Le titre est repris avec succès par la chanteuse américaine Norah Jones, âgée de 22 ans, en version smooth jazz, pour ses premiers enregistrements et pré-premier album non officiels Stay With Me (reste avec moi) de 2001, à New York, accompagnée par le quartet de jazz de Charlie Hunter, avec ,,, :
- Norah Jones : chant
- Charlie Hunter : guitare électrique
- John Ellis : saxophone ténor
- Chris Lovejoy : percussions
- Steven Chopek : batterie

Son premier album officiel suivant Come Away with Me (viens avec moi) de 2002 est un succès international fulgurant, vendu à plus de 25 millions d'exemplaires dans le monde (avec cinq Grammy Awards en 2003, meilleur disque, meilleur album, meilleure chanson, et révélation de l'année...).